# Selenografi

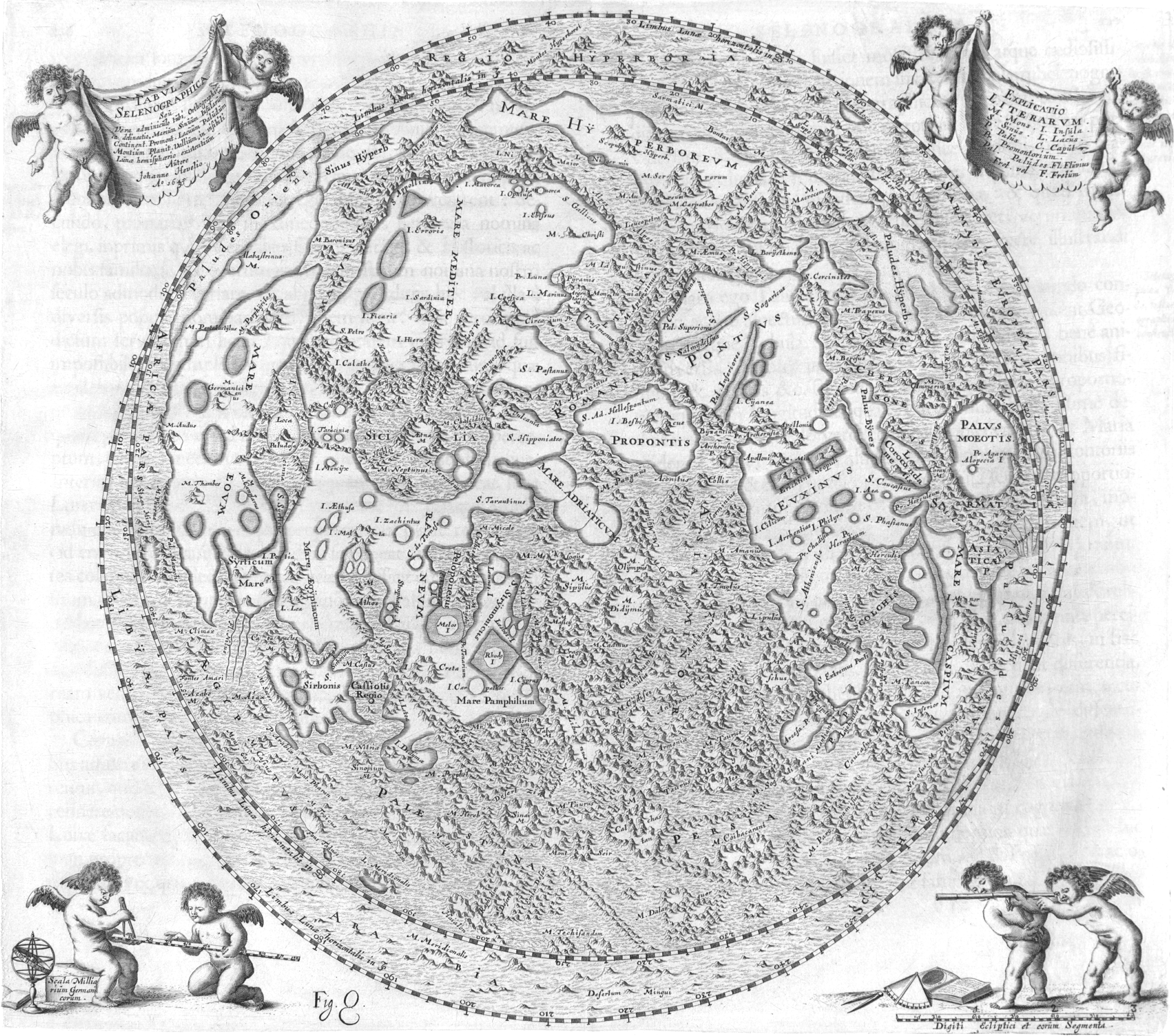
Månkarta av Johannes Hevelius (1647)

Selenografi är studiet av ytan och de fysiska kännemärkena på månen. Historiskt sett har selenograferna sysslat med att rita kartor och namnge månhav, kratrar, bergskedjor och andra formationer. Det arbetet var till stor del färdigt för månens framsida då högupplösta bilder togs av rymdsonder under den tidiga rymderan. Den bakre sidan kunde då börja namnges. Vissa regioner, särskilt runt polerna, är dock dåligt undersökta och den exakta lokaliseringen för många formationer kan vara felaktiga med flera kilometer.

## Etymologi
Ordet selenografi kommer från den grekiska gudinnan Selene och ordet γράφω (graphō, “jag skriver”).

## Tidiga månkartor

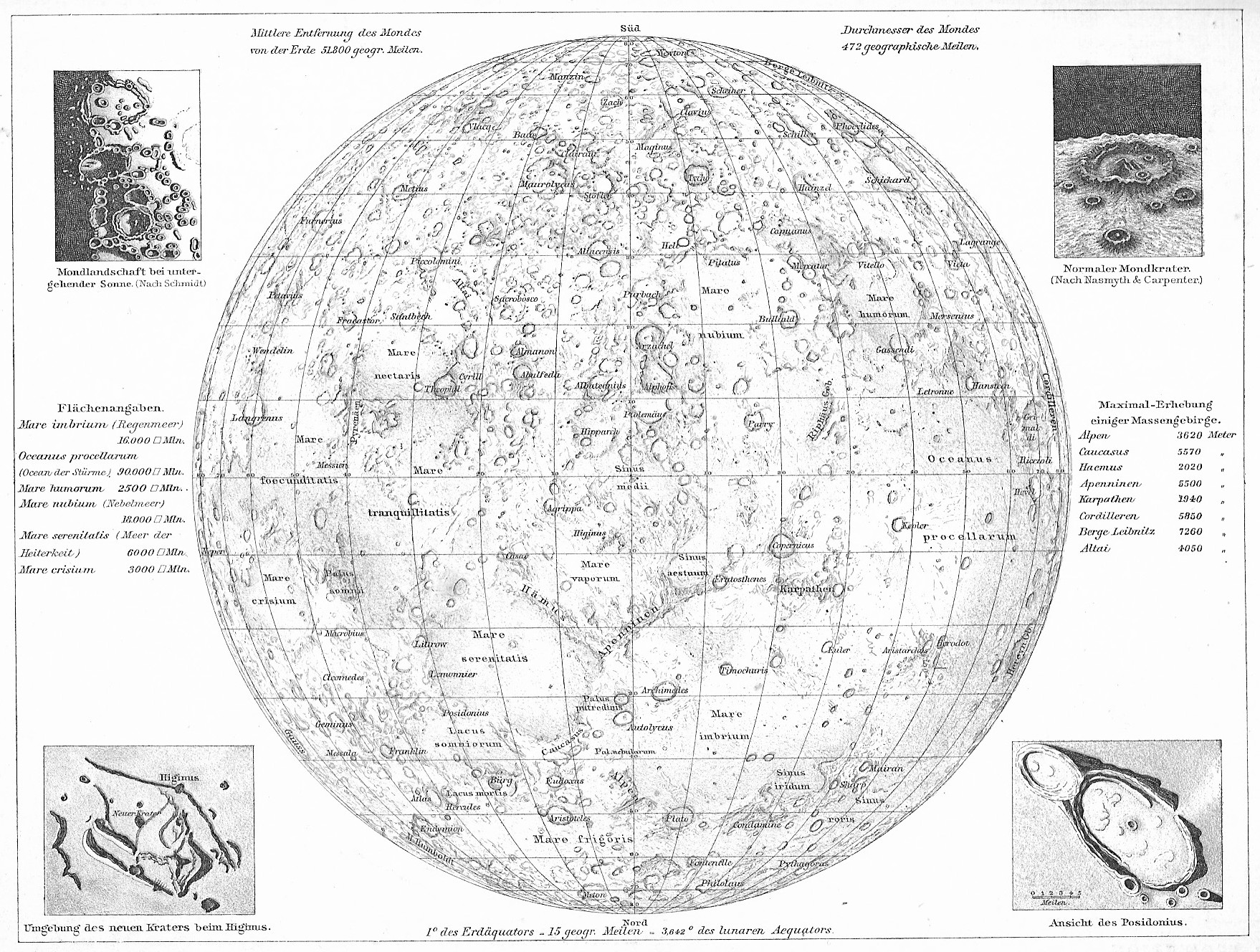
Månkarta av den tyske geografen Richard Andree, Andrees Allgemeiner Handatlas (1881).

Följande fem månkartor tillhörde de allra först framställda.
- Michel Florent van Langren, 1645
- Jan Hevelius, Selenographia, 1647 (Se bild)
- Giovanni Battista Riccioli och Francesco Maria Grimaldi, Almagestum novum, 1651
- Giovanni Domenico Cassini, 1679 (ny upplaga 1787)
- Tobias Mayer, 1749, publicerad 1775